# Palmyra (Missouri)
Pour les articles homonymes, voir Palmyra.
Palmyra est une ville du Missouri, dans le comté de Marion. En 2012, la ville comptait 3 610 habitants.